# Championnats d'Afrique d'athlétisme 2008
Navigation
Les 16es Championnats d'Afrique d'athlétisme ont eu lieu du 30 avril au 4 mai 2008 au stade d'Addis-Abeba à Addis-Abeba, en Éthiopie. La compétition, organisée par la Confédération africaine d'athlétisme, réunit 543 athlètes issus de 42 pays. 44 épreuves figurent au programme (22 masculines et 22 féminines).

## Résultats

### Hommes
| Épreuves          | Or                                                                                       | Argent                                                                               | Bronze                                                                                 |
| 100 m             | Olusoji Fasuba (NGA) 10 s 10 SB                                                          | Uchenna Emedolu (NGA) 10 s 21 SB                                                     | Hannes Dreyer (RSA) 10 s 24 PB                                                         |
| 200 m             | Thuso Mpuang (RSA) 20 s 53 PB                                                            | Stéphan Buckland (MRI) 20 s 62 SB                                                    | Samuel Kenosi (BOT) 20 s 72 NR                                                         |
| 400 m             | Ali Babiker Nagmeldin (SUD) 45 s 64 SB                                                   | Isaac Makwala (BOT) 45 s 64 PB                                                       | James Godday (NGA) 45 s 77 SB                                                          |
| 800 m             | David Rudisha (KEN) 1 min 44 s 20 SB                                                     | Ismail Ahmed Ismail (SUD) 1 min 45 s 41 SB                                           | Asbel Kiprop (KEN) 1 min 46 s 02                                                       |
| 1 500 m           | Haron Keitany (KEN) 3 min 43 s 47                                                        | Gideon Gathimba (KEN) 3 min 43 s 56                                                  | Juan van Deventer (RSA) 3 min 43 s 63                                                  |
| 5 000 m           | Kenenisa Bekele (ETH) 13 min 49 s 67                                                     | Isaac Songok (KEN) 13 min 49 s 91                                                    | Ali Abdosh (ETH) 13 min 50 s 64                                                        |
| 10 000 m          | Gebre-egziabher Gebremariam (ETH) 28 min 17 s 11 SB                                      | Ibrahim Jeilan (ETH) 28 min 30 s 66 SB                                               | Eshetu Wondemu (ETH) 28 min 56 s 36 SB                                                 |
| 110 m haies       | Hennie Kotze (RSA) 13 s 95                                                               | Samuel Okon (NGA) 14 s 08                                                            | Selim Nurudeen (NGA) 14 s 27                                                           |
| 400 m haies       | L. J. van Zyl (RSA) 48 s 91 SB                                                           | Abderahmane Hammadi (ALG) 49 s 84 NR                                                 | Ibrahima Maïga (MLI) 49 s 84 SB                                                        |
| 3 000 m steeple   | Richard Mateelong (KEN) 8 min 31 s 61                                                    | Michael Kipyego (KEN) 8 min 32 s 94                                                  | Willy Komen (KEN) 8 min 41 s 98                                                        |
| 20 km marche      | Mohamed Ameur (ALG) 1 h 22 min 55 PB                                                     | Hichem Medjeber (ALG) 1 h 23 min 29 PB                                               | Hassanine Sebei (TUN) 1 h 23 min 58 SB                                                 |
| 4 × 100 m         | Afrique du Sud Hannes Dreyer Corne Du Plessis Sergio Mullins Thuso Mpuang 38 s 75        | Ghana Togoh Victor Akrong Allah Laryea Seth Amoo Eric Nkansah 40 s 30                | Cameroun Idrissa Adam François Belinga Alain Olivier Nyounai Joseph Batangdon 40 s 60  |
| 4 × 400 m         | Afrique du Sud Pieter Smith Ockert Cilliers (en) Sibusiso Sishi LJ van Zyl 3 min 03 s 58 | Soudan Rabah Yusif Ali Babiker Nagmeldin Ahmad Ismail Abubaker Kaki 3 min 04 s 00 NR | Sénégal Mamadou Kassé Hann El Hadji Sethe Mbow Mamadou Gueye Nouha Badji 3 min 05 s 93 |
| Saut en hauteur   | Kabelo Kgosiemang (BOT) 2,34 m NR                                                        | Mohammed Benhadja (ALG) 2,18 m                                                       | Boubacar Séré (BUR) 2,18 m SB                                                          |
| Saut à la perche  | Mouhcine Cheaouri (MAR) 4,80 m PB                                                        | Larbi Bouraada (ALG) 4,50 m                                                          | Willem Coertzen (RSA) 4,00 m PB                                                        |
| Saut en longueur  | Yahya Berrabah (MAR) 8,04 m SB                                                           | Jonathan Chimier (MRI) 7,99 m SB                                                     | Stephan Louw (NAM) 7,98 m                                                              |
| Triple saut       | Ndiss Kaba Badji (SEN) 17,07 m NR                                                        | Hugo Mamba (CMR) 16,92 m NR                                                          | Tarik Bouguetaïb (MAR) 16,82 m                                                         |
| Lancer du poids   | Mostafa Abdul El-Moaty (EGY) 18,06 m                                                     | Yasser Ibrahim (EGY) 17,39 m                                                         | Janus Robberts (RSA) 16,44 m                                                           |
| Lancer du disque  | Hannes Hopley (RSA) 56,98 m                                                              | Yasser Ibrahim (EGY) 56,06 m SB                                                      | Nabil Kiram (MAR) 52,99 m                                                              |
| Lancer du javelot | Mohamed Ali Kebabou (TUN) 74,20 m PB                                                     | Kenechukwu Ezeofor (NGA) 72,53 m PB                                                  | Sammy Keskeny (KEN) 69,84 m SB                                                         |
| Lancer du marteau | Chris Harmse (RSA) 77,72 m SB                                                            | Mohamed Hicham Al-Gamal (EGY) 69,70 m                                                | Ahmed Abd El Raouf (EGY) 68,15 m                                                       |
| Décathlon         | Larbi Bouraada (ALG) 7 574 points PB                                                     | Willem Coertzen (RSA) 7 374 points                                                   | Boualem Lamri (ALG) 6 919 points SB                                                    |

### Femmes
| Épreuves          | Or                                                                            | Argent                                                                        | Bronze                                                                                |
| 100 m             | Damola Osayomi (NGA) 11 s 22                                                  | Vida Anim (GHA) 11 s 43                                                       | Delphine Atangana (CMR) 11 s 46                                                       |
| 200 m             | Isabel le Roux (RSA) 22 s 69 PB                                               | Kadiatou Camara (MLI) 22 s 70 NR                                              | Damola Osayomi (NGA) 22 s 83 PB                                                       |
| 400 m             | Amantle Montsho (BOT) 49 s 83 NR,CR                                           | Folashade Abugan (NGA) 50 s 89                                                | Racheal Nachula (ZAM) 51 s 39 NR, NJR                                                 |
| 800 m             | Pamela Jelimo (KEN) 1 min 58 s 70 NJR                                         | Maria Mutola (MOZ) 2 min 00 s 47 SB                                           | Agnes Samaria (NAM) 2 min 00 s 62 SB                                                  |
| 1 500 m           | Gelete Burka (ETH) 4 min 08 s 25                                              | Meskerem Assefa (ETH) 4 min 10 s 40                                           | Agnes Samaria (NAM) 4 min 13 s 91                                                     |
| 5 000 m           | Meselech Melkamu (ETH) 15 min 49 s 81                                         | Meseret Defar (ETH) 15 min 50 s 19                                            | Grace Momanyi (KEN) 15 min 50 s 19                                                    |
| 10 000 m          | Tirunesh Dibaba (ETH) 32 min 49 s 08                                          | Ejegayehu Dibaba (ETH) 32 min 50 s 36                                         | Wude Ayalew (ETH) 32 min 55 s 17                                                      |
| 100 m haies       | Fatmata Fofanah (GUI) 13 s 10 NR                                              | Toyin Augustus (NGA) 13 s 12                                                  | Carole Kaboud Mebam (CMR) 13 s 52                                                     |
| 400 m haies       | Ajoke Odumosu (NGA) 55 s 92 SB                                                | Lamia El Habz (MAR) 56 s 07 PB                                                | Aïssata Soulama (BUR) 56 s 13 SB                                                      |
| 3 000 m steeple   | Zemzem Ahmed (ETH) 9 min 44 s 58 PB                                           | Mekdes Bekele (ETH) 9 min 59 s 52 SB                                          | Ruth Bosibori (KEN) 10 min 00 s 18 SB                                                 |
| 4 × 100 m         | Nigeria Endurance Ojokolo Gloria Kemasuode Susan Akene Damola Osayomi 43 s 79 | Ghana Gifty Addy Elizabeth Amolofo Esther Dankwah Vida Anim 44 s 12           | Afrique du Sud Tsholofelo Thipe Isabel le Roux Christine Ras Geraldine Pillay 44 s 28 |
| 4 × 400 m         | Nigeria Oluoma Nwoke Folashade Abugan Endurance Abinuwa Joy Eze 3 min 30 s 07 | Kenya Florence Wasike Charity Wandia Joyce Zakari Pamela Jelimo 3 min 37 s 67 | Sénégal Fatou Diabaye Mame Fatou Faye Maty Salame Ndèye Fatou Soumah 3 min 38 s 42    |
| 20 km marche      | Grace Wanjiru (KEN) 1 h 39 min 50 NR                                          | Ararissa Abissa Asnakch (ETH) 1 h 40 min 12 NR                                | Mary Njoki (KEN) 1 h 41 min 15 PB                                                     |
| Saut en longueur  | Janice Josephs (RSA) 6,64 m                                                   | Chinaza Amadi (NGA) 6,31 m                                                    | Patricia Soman (CIV) 6,13 m                                                           |
| Triple saut       | Françoise Mbango (CMR) 14,76 m SB                                             | Yamilé Aldama (SUD) 14,36 m SB                                                | Chinonye Ohadugha (NGA) 14,14 m SB                                                    |
| Saut en hauteur   | Anika Smit (RSA) 1,88 m                                                       | Marcoleen Pretorius (RSA) 1,84 m                                              | Marizca Gertenbach (RSA) 1,84 m                                                       |
| Saut à la perche  | Leila Ben Youssef (TUN) 4,00 m                                                | Nisrine Dinar (MAR) 3,80 m                                                    | Laetitia Berthier (BDI) 3,70 m                                                        |
| Lancer du poids   | Vivian Chukwuemeka (NGA) 17,50 m                                              | Kasey Onmuchekwa (NGA) 16,29 m                                                | Veronica Abrahamse (RSA) 16,00 m                                                      |
| Lancer du disque  | Elizna Naude (RSA) 55,34 m                                                    | Suzanne Kragbé (CIV) 49,52 m                                                  | Simoné du Toit (RSA) 47,10 m                                                          |
| Lancer du marteau | Marwa Hussein (EGY) 62,26 m                                                   | Florence Ezeh (TOG) 61,26 m                                                   | Funke Adeoye (NGA) 57,02 m                                                            |
| Lancer du javelot | Sunette Viljoen (RSA) 55,17 m                                                 | Lindy Leveau-Agricole (SEY) 52,92 m SB                                        | Hana'a Hassan Omar (EGY) 52,32 m                                                      |
| Heptathlon        | Patience Okoro (NGA) 4 906 points                                             | Florence Wasike (KEN) 4 867 points                                            | Nadège Essama Foé (CMR) 4 470 points                                                  |

## Tableau des médailles
| Rang | Nation         | Or | Argent | Bronze | Total |
| ---- | -------------- | -- | ------ | ------ | ----- |
| 1    | Afrique du Sud | 12 | 2      | 8      | 22    |
| 2    | Nigeria        | 7  | 7      | 5      | 19    |
| 3    | Éthiopie       | 6  | 6      | 3      | 15    |
| 4    | Kenya          | 5  | 5      | 6      | 16    |
| 5    | Algérie        | 2  | 4      | 1      | 7     |
| 6    | Égypte         | 2  | 3      | 2      | 7     |
| 7    | Maroc          | 2  | 2      | 2      | 6     |
| 8    | Botswana       | 2  | 1      | 1      | 4     |
| 9    | Tunisie        | 2  | 0      | 1      | 3     |
| 10   | Soudan         | 1  | 3      | 0      | 4     |
| 11   | Cameroun       | 1  | 1      | 4      | 6     |
| 12   | Sénégal        | 1  | 0      | 2      | 3     |
| 13   | Guinée         | 1  | 0      | 0      | 1     |
| 14   | Ghana          | 0  | 3      | 0      | 3     |
| 15   | Maurice        | 0  | 2      | 2      | 4     |
| 16   | Côte d'Ivoire  | 0  | 1      | 1      | 2     |
| -    | Mali           | 0  | 1      | 1      | 2     |
| 17   | Seychelles     | 0  | 1      | 0      | 1     |
| -    | Mozambique     | 0  | 1      | 0      | 1     |
| -    | Togo           | 0  | 1      | 0      | 1     |
| 18   | Namibie        | 0  | 0      | 3      | 3     |
| 19   | Burkina Faso   | 0  | 0      | 2      | 2     |
| 20   | Zambie         | 0  | 0      | 1      | 1     |
| -    | Burundi        | 0  | 0      | 1      | 1     |

## Légende
- RA : Record d'Afrique
- RC : Record des Championnats
- RN : Record national
- RNJ : Record national junior
- RP : Record personnel
- SB : meilleure performance de l'année
- disq. : disqualification
- ab. : abandon